# Рактопамин
Рактопамин — вещество, используемое в качестве кормовой добавки для увеличения мышечной массы у свиней и крупного рогатого скота.
Фармакологически, это бета-адренергический агонист, принадлежащий к классу фенилэтиламинов. Рактопамин был утверждён Комиссией пищевых и лекарственных продуктов США (FDA) в 1999 году (и канадской CFIA, Canadian Food Inspection Agency, под торговой маркой Paylean® в 2005 году) для использования в свиноводстве, а в начале 2003 года — и для выращивания крупного рогатого скота. Запрещён в Евросоюзе, Китае, на Тайване и в России.

## Общая информация
При использовании в качестве пищевой добавки в корме распространяется через кровь в мышечных тканях, где он связывается с бета-рецепторами в мышечных клетках. Всё это приводит к увеличению синтеза белка, что в итоге приводит к общему росту мышечной массы.
При использовании в свиноводстве позволяет увеличить выход свинины с одной особи на три килограмма, а также повышает эффективность кормления на 10 %.

## Юридический статус
На форуме в Тайбэе в марте 2012 года британский профессор департамента ветеринарной медицины Кембриджского Университета Дональд Брум утверждал, что рактопамин запрещён в 160 странах мира, включая Евросоюз. Тем не менее, в 27 странах, включая Японию, Южную Корею, Мексику, Канаду и США, мясо животных, которых подкармливали рактопамином, считается безопасным для человека.

## Воздействие на человека
Наиболее вероятным путём воздействия рактопамина на человека является потребление в пищу мяса животных, которых кормили рактопамином, через влияние его метаболитов. В лабораторных тестах на добровольцах в плазме крови рактопамин перестал обнаруживаться через 24 часа после употребления 40 мг данного вещества. В выделениях добровольцев было обнаружено менее 5 % начального количества рактопамина; в моче преимущественно находились моноглюкуронидные и моносульфатные конъюгаты, при этом последние преобладали. Показано, что рактопамин может вызывать тахикардию и другие сердечные заболевания, дрожание рук, головную боль, мышечные спазмы, повышение артериального давления.
6 июля 2012 года в Кодекс Алиментариус были внесены допустимые дозы содержания рактопамина в мясе. Допустимая доза рактопамина была установлена на уровне 1,25 мг на килограмм веса животного в день. Безопасность употребления людьми в пищу мяса животных, которых подкармливали рактопамином, была подтверждена объединённой комиссией ВОЗ и ФАО в 2004, 2006 и 2010 годах, а также 27 другими регулирующими организациями. Объединённая программа ФАО ООН/ВОЗ по пищевым добавкам считает максимально допустимой суточной дозой потребления рактопамина — 0,1 мкг на килограмм массы тела.
Полулетальная доза для мышей и крыс составляет 3547 — 2545 и 474—365 мг на кг веса, соответственно.

## Рактопамин в России
7 декабря 2012 года вступили в силу нормы, по которым отгрузка свинины и говядины возможна только после проверки продукта на наличие рактопамина. В ответ власти США (в лице министра сельского хозяйства США Тома Вислака и представителя США по торговым переговорам Рона Кирка) выступили с заявлением, в котором обвинили Россию в нарушении её обязательств при вступлении в ВТО.
11 февраля 2013 года Россельхознадзор ввёл запретительные меры поставки замороженного мяса и мясной продукции из США. Это было связано с тем, что американская ветеринарная служба не выполняла условия по рактопамину. Поставки охлаждённого мяса по этой причине были запрещены с 4 февраля того же года.
12 февраля 2013 года власти США обратились к России с требованием немедленно отменить запрет на ввоз американских мясных продуктов. Об этом заявили торговый представитель США Рон Кирк и секретарь по сельскому хозяйству Том Вилсак. Чиновники отметили, что в США «очень огорчены тем, что РФ запретила импорт мяса из США, которое соответствует высшим мировым стандартам безопасности».